# Condado de La Plata
O Condado de La Plata é um dos 64 condados do Estado americano do Colorado. A sede do condado é Durango, e sua maior cidade é Durango. O condado possui uma área de 4 403 km² (dos quais 20 km² estão cobertos por água), uma população de 46 229 habitantes, e uma densidade populacional de 10 hab/km² (segundo o censo nacional de 2000). O condado foi fundado em 1874.